# Trimeresurus fasciatus
Trimeresurus fasciatus là một loài rắn trong họ Rắn lục. Loài này được Boulenger mô tả khoa học đầu tiên năm 1896.